# Tempio Satanico
Il Tempio Satanico (in inglese: The Satanic Temple) è un gruppo religioso non teistico con sede negli Stati Uniti. Il gruppo utilizza l'immaginario satanico per promuovere l'egualitarismo, la giustizia sociale e la separazione tra stato e chiesa, supportando la loro missione "per incoraggiare la benevolenza e l'empatia fra tutte le persone". Il gruppo è stato co-fondato da Lucien Greaves, il portavoce dell'organizzazione, e Malcolm Jarry. Il Tempio Satanico ha utilizzato nelle campagne pubbliche satira, stratagemmi teatrali, umorismo e azioni legali per "generare attenzione e spingere le persone a rivalutare paure e percezioni" e per "evidenziare l'ipocrisia religiosa e la violazione della libertà religiosa".